# Edición del milenio
Edición del milenio es una caja recopilatoria con los éxitos del grupo español Héroes del Silencio. El disco no contiene nada nuevo, sólo son algunos de sus mejores éxitos recopilados en cuatro CD, lanzado en 1999 con el sello EMI.

## Lista de canciones
Todos los temas compuestos por Héroes del Silencio, excepto donde se indica.
| #   | Canción                                     | Duración |
| --- | ------------------------------------------- | -------- |
| 1.  | "Apuesta por el Rock & Roll" (Aznar/Sopeña) | 3:48     |
| 2.  | "Héroe de leyenda"                          | 4:08     |
| 3.  | "No más lágrimas"                           | 3:30     |
| 4.  | "El cuadro"                                 | 2:35     |
| 5.  | "Flor venenosa"                             | 4:08     |
| 6.  | "Agosto"                                    | 4:20     |
| 7.  | "La lluvia gris"                            | 4:19     |
| 8.  | "Mar adentro"                               | 3:59     |
| 9.  | "Hologramas"                                | 2:15     |
| 10. | "Maldito duende"                            | 4:14     |

| #   | Canción                | Duración |
| --- | ---------------------- | -------- |
| 1.  | "Entre dos tierras"    | 6:05     |
| 2.  | "Despertar"            | 2:50     |
| 3.  | "Decadencia"           | 4:16     |
| 4.  | "Con nombre de guerra" | 4:17     |
| 5.  | "La carta"             | 3:05     |
| 6.  | "Oración"              | 4:06     |
| 7.  | "Flor de loto"         | 6:25     |
| 8.  | "La sirena varada"     | 4:15     |
| 9.  | "La herida"            | 6:55     |
| 10. | "Tesoro"               | 2:19     |

| #   | Canción                                     | Duración |
| --- | ------------------------------------------- | -------- |
| 1.  | "Nuestros nombres" (Adapted By Noel Harris) | 5:56     |
| 2.  | "Iberia sumergida"                          | 5:18     |
| 3.  | "La chispa adecuada" (Bendecida 3)          | 5:28     |
| 4.  | "Virus"                                     | 4:36     |
| 5.  | "Deshacer el mundo"                         | 4:47     |
| 6.  | "Avalancha"                                 | 5:56     |
| 7.  | "Maldito duende" (Directo)                  | 5:14     |
| 8.  | "Entre dos tierras" (Directo)               | 5:45     |
| 9.  | "Parasiempre" (Directo)                     | 4:04     |
| 10. | "La sirena varada" (Directo)                | 4:26     |

| #   | Canción                                     | Duración |
| --- | ------------------------------------------- | -------- |
| 1.  | "Morir todavía"                             | 4.05     |
| 2.  | "...Y parasiempre"                          | 3:48     |
| 3.  | "Héroe de leyenda" (Versión Maxi)           | 4:58     |
| 4.  | "El mar no cesa"                            | 3:05     |
| 5.  | "Iberia sumergida" (Directo)                | 5:01     |
| 6.  | "Medicina húmeda"                           | 2:59     |
| 7.  | "Babel"                                     | 4:21     |
| 8.  | "El camino del exceso" (Directo)            | 5:34     |
| 9.  | "Decadencia" (Versión Extendida en Directo) | 11:03    |
| 10. | "Acústica"                                  | 2:58     |

## Álbum original de los temas
- Pistas 3 y 4 del CD 4 extraídas del mini-LP Héroes del Silencio (1987)
- Pistas 2,3,5,6,7,8 del CD 1 extraídas del álbum El mar no cesa (1988)
- Pista 10 del CD 1 y 1,2,3,4,5,6 del CD 2 extraídas del álbum Senderos de traición (1990)
- Pistas 7,8,9,10 del CD 2 extraídas del álbum El espíritu del vino (1993)
- Pistas 2,3,5,6 del CD 3 extraídas del álbum Avalancha (1995)
- Pistas 7,8,9,10 del CD 3 y 5,8,9 del CD 4 extraídas del álbum Parasiempre (1996)
- Pistas 1,4,9 del CD 1, 1 y 4 del CD 3 y 1,2,6,7,10 del CD 4 extraídas del álbum Rarezas (1998)